# 神田時枝
神田 時枝（かんだ ときえ、1919年12月17日 - 2019年12月27日）は、神奈川県出身の日本の女優。身長151 cm。体重53 kg。血液型はB型。本名は宮崎 登美江（みやざき とみえ）。最終所属は東京俳優生活協同組合。三浦半島劇団「海」の代表も務めていた。

## 人物
横浜英和女学校卒業。
新興キネマ、劇団創作座（1937年入団）、演技座、劇団中芸（1950年入団）、舞芸座（1955年入団）を経て1960年より東京俳優生活協同組合に所属。
2019年12月27日早朝、老衰のため死去。満100歳没（享年100）。訃報は翌年1月6日に発表された。
声質はアルト。

## 出演

### 映画
- 「笑ふ地球に朝が来る」（1940年6月26日） - 女優 役
- 「血と海」（1965年10月1日） - ハマ 役
- 「竹山ひとり旅」（1977年3月17日） - 産婆 役
- 「あしたの火花」（1977年3月26日） - 研二の母 役
- 「乱」（1985年6月1日） - 末の老女 役
- 「D#1」（1997年11月22日）
- 「ちぎれ雲 いつか老人介護」（1998年11月21日）
- 「もんしぇん」（2006年8月19日） - 志乃 役
- 「ディア・ドクター」（2009年6月27日） - 弘三の妹 役

### テレビドラマ
- サンウエーブ火曜劇場「ホープさん」（1960年3月29日、フジテレビ）[8]
- 「二人だけのクリスマス」（1960年12月21日・12月28日、NHK） - 里子 役[9]
- 「おかあさん2」第166話（1962年12月27日、TBS）[10]
- 「そよ風と私」（1963年5月3日、NHK）[11]
- 「こんにちは赤ちゃん」（1964年5月4日 - 10月30日、TBS）[12]
- 「判決」第137話（1965年5月26日、テレビ朝日）[13]
- 「男は度胸」（1970年10月9日 - 1971年10月1日、NHK）[14]
- 「時間ですよ2」（1971年7月21日 - 1972年3月15日、TBS）[15]
- 「愛その日」前編・後編（1973年3月18日・3月25日、TBS） - 村田の妻 役[16][17]
- 「まごころ」第5話（1973年5月4日、TBS）[18]
- 「非情のライセンス 第1シリーズ」第41話（1974年1月10日、テレビ朝日） - ビヤ樽婆さん 役[19]
- 「新・荒野の素浪人」第10話（1974年3月5日）[20]
- 「どてらい男」第59話（1974年11月12日、フジテレビ）[21]
- 「母絶唱」（1975年9月1日 - 9月26日、日本テレビ）[22]
- 「気まぐれ天使」第1話（1976年10月6日、日本テレビ）[23]
- 土曜ワイド劇場（テレビ朝日）
  - 「氷柱の美女」（1977年8月20日） - 老婆 役[24]
  - 「戦後最大の誘拐 吉展ちゃん事件」（1979年6月30日）[25]
  - 「片岡孝夫の好青年探偵シリーズ」第2作（1981年10月24日）
  - 「山口線「貴婦人号」SL殺人トリック」（1982年12月11日） - キク 役[26]
- 「砂の器」第1話（1977年10月1日、フジテレビ）[27]
- 東芝日曜劇場（TBS）
  - 「びっくり箱」（1977年10月9日）[28]
  - 「想思樹の歌」（1980年6月22日） - タミの老母 役[29]
  - 「旅立ち」（1987年11月22日） - 新田たま 役[30]
  - 「息子のご帰還2」（1991年10月20日）[31]
- 「七人の刑事 第3シリーズ」第3話（1978年4月28日、TBS）[32]
- 「白い巨塔」第24話（1978年11月18日、フジテレビ） - 野田文蔵の妻 役[33]
- 「ゆうひが丘の総理大臣」第21話（1979年3月7日、日本テレビ）[34]
- 平岩弓枝ドラマシリーズ「茜の女」（1979年5月2日、フジテレビ）[35]
- 「俺はおまわり君」第18話（1981年9月2日、日本テレビ）[36]
- 「天まであがれ!」第17話（1982年7月31日、日本テレビ） - 老婆 役
- 「キューピットの旅立ち」（1982年9月15日、フジテレビ）[37]
- 「嫁の座」（1982年10月13日 - 1983年5月25日、フジテレビ）[38]
- 「千春子」（1983年10月3日 - 1984年3月30日、NHK） - 初老の妻 役
- 「事件記者チャボ!」第1話（1983年11月5日、日本テレビ） - トミ 役[39]
- 連続テレビ小説（NHK）
  - 「おしん」第231話（1984年1月14日） - 村の女 役[40]
  - 「あぐり」第113話（1997年8月15日） - 江口まつ 役[41]
  - 「天うらら」（1998年4月6日 - 10月3日）
- 「男の家庭科」最終話（1985年3月28日、フジテレビ）[42]
- 「親戚たち」第5話（1985年8月1日、フジテレビ）[43]
- 「私鉄沿線97分署」最終話（1986年9月14日、テレビ朝日）[44]
- ドラマ・女の四季「お姑さん大募集!」（1988年2月8日、テレビ東京）[45]
- 金曜エンタテイメント「OL 三人旅」第4作（1988年6月17日、フジテレビ）[46]
- 木曜ゴールデンドラマ「塀の外で待つ女」（1988年11月3日、日本テレビ）[47]
- 「代議士の妻たちII」第2話（1989年1月16日、TBS）[48]
- 直木賞作家サスペンス「大根の月」（1989年1月30日、フジテレビ）[49]
- 「晴のちカミナリ」第1話 - 第6話・第9話 - 最終話（1989年4月12日 - 5月17日・6月21日 - 8月2日、NHK）[50]
- 「いまどき銀座物語ぼんぼん」（1989年5月18日 - 7月27日、フジテレビ）[51]
- 「不思議な幻燈館」（1991年4月2日 - 1992年3月30日、テレビ朝日）
- 「世にも奇妙な物語」第3シリーズ「血も涙もない」（1992年4月16日、フジテレビ）[52]
- 「悪いこと」第2話（1992年4月23日、フジテレビ）[53]
- 金曜ドラマシアター「平成の女相場師」（1992年10月9日、フジテレビ）[54]
- 火曜サスペンス劇場（日本テレビ）
  - 「青い薔薇殺人事件」（1993年6月29日）[55]
  - 「テレホンママ」（1997年1月21日）[56]
  - 「九門法律相談所」第9作（1999年1月12日）[57]
  - 「箱根湯河原温泉交番」第3作（2005年1月25日） - 太田陽子の母 役
- 「松本清張一周忌特別企画・或る『小倉日記』伝」（1993年8月4日、TBS）
- 「人間・失格〜たとえばぼくが死んだら」（1994年7月8日 - 9月23日、TBS）
- 「宝引の辰捕者帳」（1995年3月31日 - 8月18日、NHK）
- 「セカンド・チャンス」第5話（1995年5月12日、TBS）[58]
- 「女囚〜塀の中の女たち2」（1995年10月5日、TBS）
- 「みにくいアヒルの子」（1996年4月16日 - 6月25日、フジテレビ）
- 金曜エンタテイメント「松本清張スペシャル・火と汐」（1996年9月13日、フジテレビ）[59]
- 「Tokyo23区の女」第25話（1996年9月20日、フジテレビ）[60]
- 月曜ドラマスペシャル「最後の審判 あのソープ嬢が欲と利権の老人ホームで巨悪を相手に大暴れ!」（1997年5月26日、TBS）[61]
- 「家政婦は見た!」第6話（1997年11月13日、テレビ朝日） - 商店街のおばさん 役[62]
- 「さしすせそ!?」第18話（1997年11月26日、TBS）[63]
- 「虹色定期便 群馬県大泉町編」（1998年4月8日 - 1999年4月2日、NHK） - フランシーネ由紀の祖母 役
- 「ひとりぼっちの君に」第8話（1998年8月20日、TBS）[64]
- 「ママチャリ刑事」第10話（1999年3月11日、TBS）[65]
- 「古畑任三郎 3rd season」第3話（1999年4月27日、フジテレビ） - 秋月 役
- 「新・俺たちの旅 Ver.1999」（1999年7月3日 - 9月11日、日本テレビ）
- 「双子探偵」第3話（1999年7月17日、NHK教育テレビジョン）[66]
- 「はぐれ刑事純情派 第12シリーズ」第23話（1999年9月1日、テレビ朝日） - 大家 役[67]
- 「Summer Snow」第3話（2000年7月21日、TBS） - 松村 役[68]
- 「魔界探偵」（2000年9月18日 - 9月27日、NHK教育テレビジョン） - 村人 役[69]
- 女と愛とミステリー「旅行作家・茶屋次郎」第1作（2001年7月25日、テレビ東京） - 浅沼与吉の同級生 役[70]
- 「5NIGHTS SHORT STORY ラブコレ!」第2話（2001年9月4日、テレビ朝日）[71]
- 「お見合い放浪記」第15話（2002年10月30日、NHK）[72]
- 「ぼくの魔法使い」第2話・最終話（2003年4月26日・7月5日、日本テレビ）[73]
- 「ホームドラマ!」第1話（2004年4月16日、TBS）[74]
- 「愛のソレア」第13話（2004年10月13日、フジテレビ）[75]
- 「愛と友情のブギウギ」第8話（2005年4月7日、NHK）[76]
- 「ディロン〜運命の犬」第2話（2006年6月3日、NHK）[77]
- 「浅草ふくまる旅館 第1シリーズ」第3話（2007年1月22日、TBS）[78]
- 「こんにちは、母さん」第1話 - 最終話（2007年5月26日 - 6月16日、NHK）[79]

### 特撮
- 「忍者戦隊カクレンジャー」第40話（1994年11月18日、テレビ朝日） - 老婆 役[80]

### ラジオ
- 「レンタルキャリア」